# Tinta antivegetativa
A tinta antivegetativa, ou tinta anti-incrustante, é um tipo especial de revestimento aplicado nas obras vivas do casco de um navio, com o objetivo de impedir ou retardar o crescimento de organismos (incrustações) que aderem à superfície e comprometem o desempenho da embarcação, reduzindo sua velocidade. Essas tintas são utilizadas como camada final de proteção e aplicadas sobre as tintas anticorrosivas.
Frequentemente, utiliza-se também o termo em inglês anti-fouling, derivado da palavra fouling, que significa "incrustações".

## Incrustações
Por incrustações deve-se entender todos os organismos, animais ou vegetais que se agarram a qualquer estrutura submersa, formando colônias.

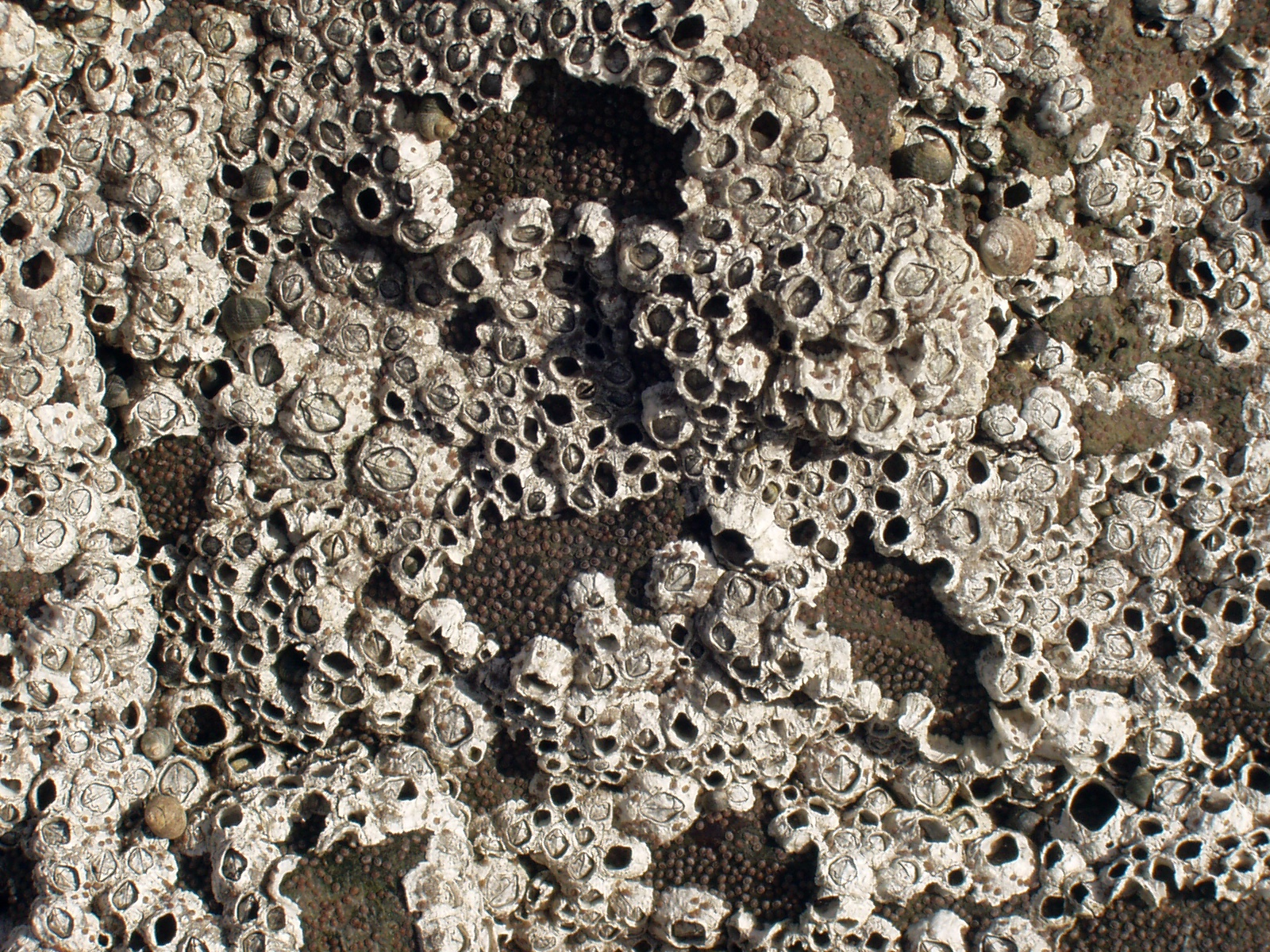
Craca

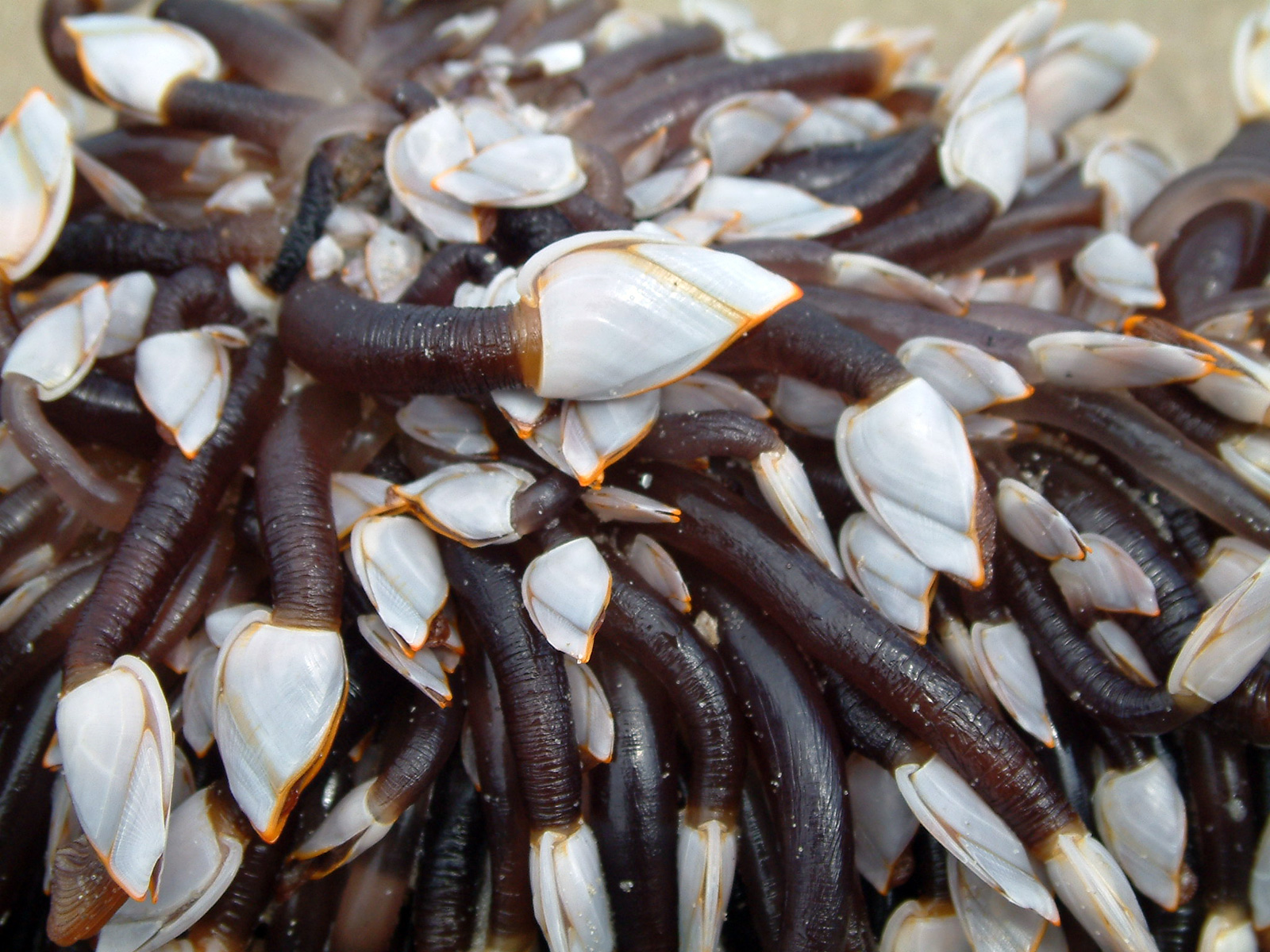
Percebas

Algas

Elas são geralmente classificadas em:
1. Macroincrustações: todos os animais e plantas
2. Microincrustações: algas unicelulares e bactérias (lodo)

Existem cerca de 4.000 espécies diferentes, geralmente divididas em:
1. Algas (verdes, castanhas e vermelhas);
2. Invertebrados, os quais são classificados em[2]:
  1. Invertebrado de casca dura (Bálanos, Anatifes, Bivalves, Briozoários incrustantes e Poliquetas calcárias);
  2. Organismos com aparência de relvado (Hidróides ou Briozoários);
  3. Organismos semelhantes a pequenos arbustos (Hidróides ou Briozoários);
  4. Organismos moles (Ascídias, Esponjas e Actínias).

A extensão da incrustação nos cascos dos navios depende de diversos fatores, como::
1. Salinidade da água;
2. Luz;
3. Temperatura da água;
4. Poluição da água;
5. Disponibilidade de nutrientes
6. Estação do ano e zona do globo onde o navio navega.

Estudos realizados na década de 1960 pela OCDE definiram três zonas geográficas com diferentes riscos de incrustação::
- Zona Polar (T < 5 °C) – Risco baixo: praticamente não há incrustação, exceto nos meses de verão;
- Zona Temperada (5 °C <T< 20 °C) – Risco médio: incrustações ocorrem durante o ano todo, com maior incidência na primavera e verão;
- Zona Tropical (T  > 20 °C) – Risco elevado: incrustações ocorrem durante todo o ano.

## História

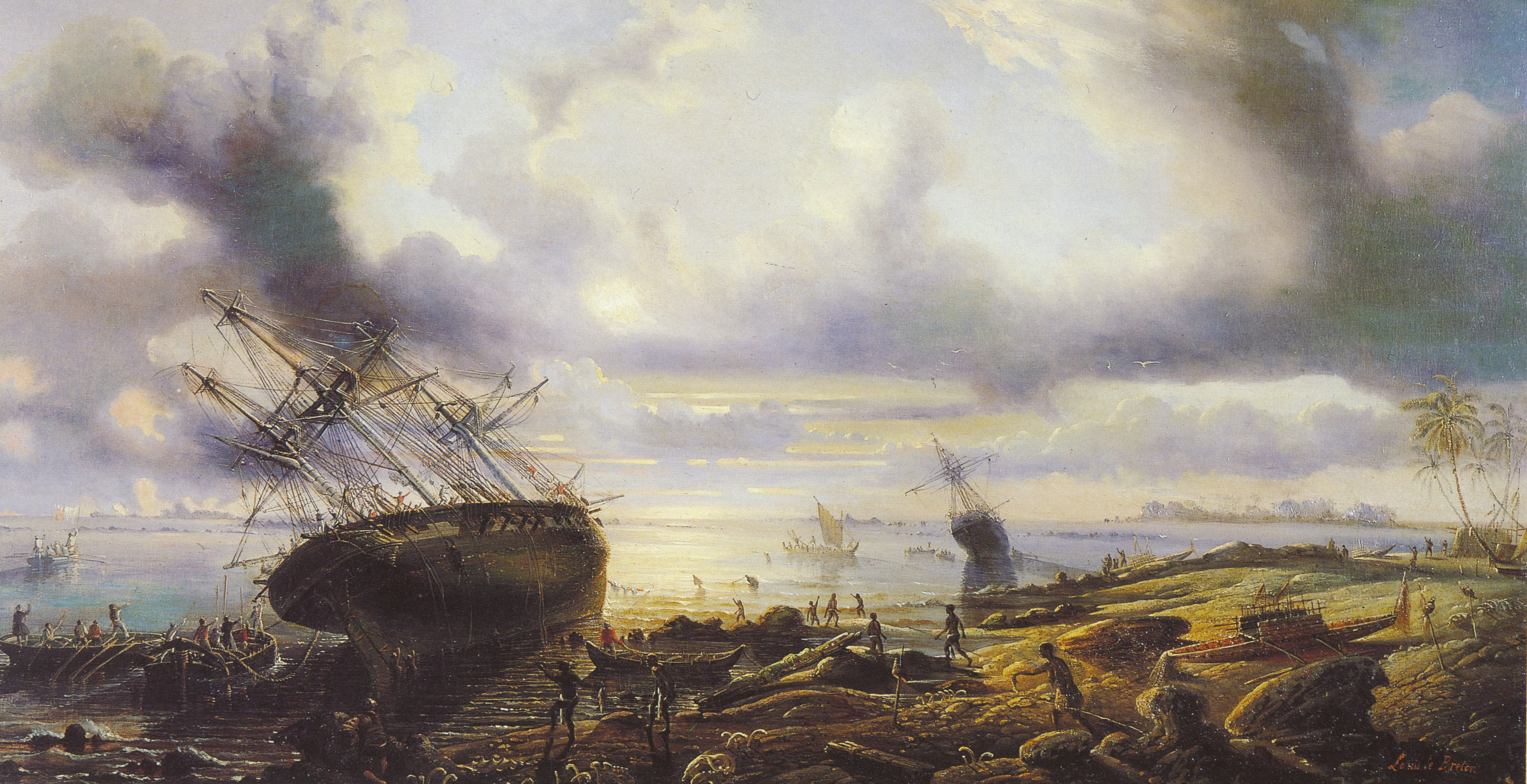
Os navios Astrolabe e Zélée varados no Estreito de Torres em trabalhos de remoção de incrustações

A necessidade de proteger os cascos das embarcações das incrustações existe desde que o homem começou a utilizar as embarcações como meio de transporte a longas distâncias. Periodicamente os navios tinham que ser varados e tombados, de modo a que o fundo pudesse ser raspado para serem retiradas as incrustações e assim puderem manter uma velocidade comercial aceitável.
Os fenícios e cartagineses descobriram que usando cobre, as incrustações diminuíam. Os gregos e os romanos, usaram para além do cobre, o chumbo, sempre misturado com ceras, alcatrões e asfaltos.
A partir do Século XVII, nos tempos dos clippers, onde a velocidade máxima e a capacidade de velejar contra o vento eram fundamentais, os navios começaram a ter o fundo revestido a folhas de cobre, ou metal de Muntz (liga de latão), que eliminou o problema.
No entanto, a partir do século XIX, com a introdução de navios com casco de ferro/aço, as placas de cobre deixaram de poder ser usadas, devido aos problemas de corrosão catódica do ferro que provocavam.
A partir daí surgiu a ideia de dispersar produtos tóxicos como o cobre, arsênio, óxido de mercúrio em óleo de linhaça, colofônia ou goma-laca. A primeira patente foi registada pelo capitão dinamarquês Ferdinand Gravert.
Este tipo de tintas foi usado até aos anos 50 do século XX.

### Antivegetativos modernos
A partir de 1950, foram introduzidos os antivegetativos à base de compostos tóxicos como o cobre, e organoestanhados ou outros biocidas – compostos que impedem o crescimento dos organismos marinhos.
Os antivegetativos à base de compostos organoestanhados foram proibidos de serem aplicados em 1 de Janeiro de 2003 e a partir de 17 Setembro de  2008 nenhum navio os podia ter no seu casco
As tintas antivegetativas modernas podem-se dividir em dois grandes grupos:
As tintas ablativas, que são tintas que sofrem uma erosão gradual, e que assim vão libertando os produtos antivegetativos.
As tintas ablativas podem ser ainda divididas em:
1. Tintas de copolímeros autopolimentantes', ("Self Polishing Copolymer") em que um copolímero, que contém o produto biocida, sofre uma hidrólise por acção da água e ao degradar-se libertam o produto biocida;
2. Tintas auto-polimentantes, ("Self Polishing Antifouling") em que o produto biocida está rodeado por um polímero. Este ao hidrolisar, expõe o produto biocida à água do mar;
3. Tintas com polímero de depleção controlada ("Controlled Depletion Polymer") é uma tinta à base de colofônias com produtos biocidas. A resina permite a entrada da água do mar, que dissolve o produto biocida libertando-o por difusão;
4. As tintas duras – tintas que possuem um acabamento duro que não sofre erosão pela acção mecânica ou pela acção do movimento de água mas possuem poros que libertam o produto biocida muito lentamente.

Dentro das tintas duras, incluem-se as tintas de Teflon e silicone, as quais são 100% isentas de rodutos tóxicos. Neste dois tipos de tintas, a ação antivegetativa é conseguida pelo fato destas tintas possuírem uma superfície tão lisa que as incrustações a ela não conseguem aderir. O único senão destas tintas (Teflon e silicone) é o fato de o navio ter que navegar a uma velocidade elevada (> 18 Nós) para este efeito ser alcançado.
As tintas ablativas possuem o produto biocida no seu interior. Hoje em dia o produto mais usado é o óxido cuproso que apesar de tóxico não acumula no ambiente.